# Antron
Antron (in greco antico: Αντρών?) era una polis dell'antica Grecia ubicata in Tessaglia, menzionata da Omero nel catalogo delle navi dell'Iliade, alla quale viene dato l'epiteto omerico di marittima.
Strabone la ubica nelle vicinanze dell'isola di Mioneso e della città di Teleo e parla di una barriera corallina nelle vicinanze chiamata «Asno di Antron». Viene localizzata nella costa dello stretto che separa la Tessaglia dall'Eubea, di fronte alla città di Oreo in Eubea.